# محمد التونسي
محمد بن فرج بن سعد التونسي هو إعلامي وصحافي سعودي ويعمل حاليًا مستشارًا في الإعلام.
 
بدأ التونسي حياته العملية محررا في صحيفة الجزيرة عام 1975، وعُيِّن معيدا في قسم الإعلام شعبة الصحافة في جامعة الملك سعود بين عامي 1978 و1980، ثم أصبح مراسلا لصحيفة الجزيرة السعودية في الولايات المتحدة الأمريكية لمدة ثلاثة أعوام، شغل منصب المستشار الإعلامي ومدير العلاقات العامة والإعلام في الهيئة الملكية للجبيل وينبع بين عامي 1985 و1986، ثم أصبح مستشاراً إعلامياً لوزير البترول والثروة المعدنية في السعودية، ومديراً للعلاقات العامة والإعلام في وزارة البترول والثروة المعدنية السعودية من عام 1986 وحتى 1988.
شغل منصب نائب رئيس تحرير صحيفة الشرق الأوسط وأشرف على الملحق الاقتصادي في الصحيفة بين 1988 و1992، ثم أصبح أول رئيس رئيس تحرير لصحيفة الإقتصادية من عام 1992 حتى عام 2002، تولى بعدها رئاسة تحرير صحيفة إيلاف الإلكترونية حتى عام 2005 الذي عُيّن خلاله في منصب مدير عام قناة الإخبارية السعودية، انتقل بعدها في عام 2008 إلى رئاسة تحرير صحيفة عكاظ حتى عام 2011، ثم شغل منصب مستشار إعلامي في وزارة شؤون الرئاسة في دولة الإمارات العربية المتحدة وورئيس التحرير المؤسس لصحيفة الرؤية الإماراتية بين 2012 و2018، ومدير عام شركة آي ميديا للحلول الإعلامية المتكاملة I-media، وفي سبتمبر 2018 عُيِّن مديرا عاما لقنوات MBC في السعودية.

## السيرة العملية
- مدير عام مجموعة قنوات MBC في السعودية (2018-2023).[5]
- مستشار إعلامي في وزارة شؤون الرئاسة، دولة الإمارات العربية المتحدة (2012-2018).
- رئيس التحرير المؤسس ـ صحيفة «الرؤية» الإماراتية و«منصة الرؤية»، مدير عام شركة آي ميديا للحلول الإعلامية المتكاملة (2012–2018).
- رئيس تحرير صحيفة «عكاظ» (2008-2011).
- مدير عام قناة «الإخبارية» السعودية (2005-2008).
- رئيس تحرير صحيفة «إيلاف» الإليكترونية (2003-2005).
- رئيس التحرير المؤسس لصحيفة «الاقتصادية» (1992-2003).
- نائب رئيس تحرير صحيفة «الشرق الأوسط» والمشرف على الملحق الاقتصادي منذ تأسيسه في لندن (1988-1992).
- المستشار الإعلامي لوزير البترول والثروة المعدنية ومدير العلاقات العامة والإعلام ـ وزارة البترول والثروة المعدنية السعودية الرياض، (1986-1988).
- المستشار الإعلامي مدير العلاقات العامة والإعلام – الهيئة الملكية للجبيل وينبع الرياض (1985-1986).
- معيد محاضر في قسم الإعلام - شعبة الصحافة - جامعة الملك سعود - الرياض (1978-1980).
- محرر في صحيفة الجزيرة السعودية في الرياض (1974-1980).
- مراسل صحيفة الجزيرة السعودية من مقر الدراسة في الولايات المتحدة (1980-1983).
- محاضر زائر في العديد من الدورات التدريبية وورش العمل وأقسام الإعلام والمؤسسات الصحافية والإعلامية والاقتصادية داخل السعودية وخارجها.

## التعليم
- حاصل على ماجستير في الصحافة والإعلام من جامعة أوهايو - الولايات المتحدة الأمريكية عام 1985 (مبتعث من جامعة الملك سعود).
- حاصل على بكالوريوس في الصحافة والإعلام - جامعة الملك سعود - الرياض - عام 1978.

## الدراسات والأبحاث
- له دراستان بحثيتان: «الصحافة المتخصصة» و«ثلاث مدارس في تحرير الأخبار» E. W. Scripps School of Journalism. - جامعة أوهايو - الولايات المتحدة الأمريكية.
- له دراسة منهجية ميدانية حول «إتجاهات الصحافيين السعوديين في التعامل مع مدارس تحرير الخبر»، مقدمة لـ E. W. Scripps School of Journalism - جامعة أوهايو- الولايات المتحدة الأمريكية.
- باحث مساعد في دراسة حول تطبيق فنيات الإعلام لتعزيز التسويق - هيئة Journalism Quarterly - الولايات المتحدة الأمريكية.
- له دراسة بحثية حول «وكالة الأنباء السعودية.. الطريق إلى مؤسسة عامة» ـ مشروع التخرج، قسم الإعلام ـ جامعة الملك سعود، 1978.

## الدورات وورش العمل
- دورة في الصحافة التلفزيونية باتفاق بين جامعة الملك سعود وجامعة مانشيستر ـ تلفزيون جرينادا ـ مانشيستر ـ المملكة المتحدة ـ 1977.
- دورة في صحافة الخبر - جريدة الأخبار القاهرية - القاهرة - 1979 .
- ورشة عمل في تحليل المضمون للصحافة - جامعة أوهايو – الولايات المتحدة – 1984.
- ورشة عمل في التسويق الإعلامي - كلية إدارة الأعمال - جامعة أوهايو – الولايات المتحدة الأمريكية ـ 1985.
- ورشة عمل في التناول الإعلامي لاقتصاديات الدول أعضاء منظمة «أوبك» - فيينا – 1986.
- ورشة عمل حول التغطية الإعلامية للسوق النفطية - منظمة «أوابك» - الكويت ـ 1979.
- ورشة عمل للصحافيين حول التمويل - البنك الدولي - واشنطن - 1997.
- دورة استرشادية حول توجه الدول النامية للتخصيص نظمها في القاهرة البنك الدولي - 1998.
- ورشة عمل في وسائل الإعلام الاقتصادي ـ صندوق النقد الدولي ـ واشنطن، 1999.
- ورشة عمل في الإعلام الدولي ـ BBC بالتعاون مع «موريس» ـ لندن ـ 2000.
- ورشة عمل حول دور البنوك الأوروبية في تمويل المشاريع الاقتصادية الخليجية ـ منظمة الخليج الصناعية ـ دبي ـ 2001.
- ورشة عمل حول الشخصية المهنية للوسيلة الإعلامية ـ الكونجرس الدولي للإعلان ـ لندن ـ 2002.
- محاضر في ورشة عمل للإعلاميين الخليجيين ـ معهد الإدارة، 1987.
- محاضر في ورشة عمل لمنسوبي الدراسات الإعلامية في الديوان الملكي السعودي حول (الرصد الإعلامي لصانع القرار) ـ الرياض ـ 2009.
- أشرف على دورات متخصصة في الإعلام والصحافة في مؤسسات إعلامية.
- ألقى العديد من المحاضرات في جامعات ومعاهد ومؤتمرات ومنتديات إعلامية داخل السعودية وخارجها.
- قدم استشارات إعلامية لمؤسسات حكومية وخاصة في السعودية والخليج.